# Dubonnet

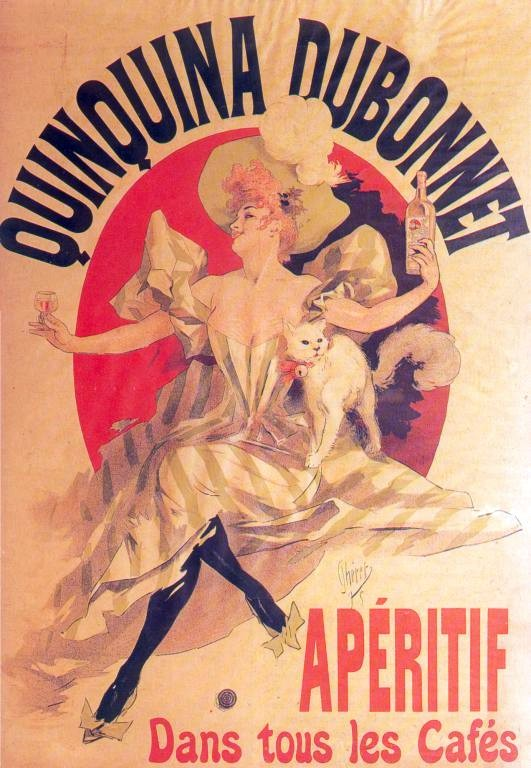
Póster de Dubonnet.

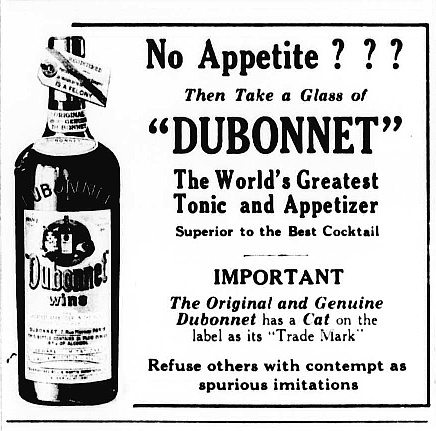
Publicidad de Dubonnet de 1915.

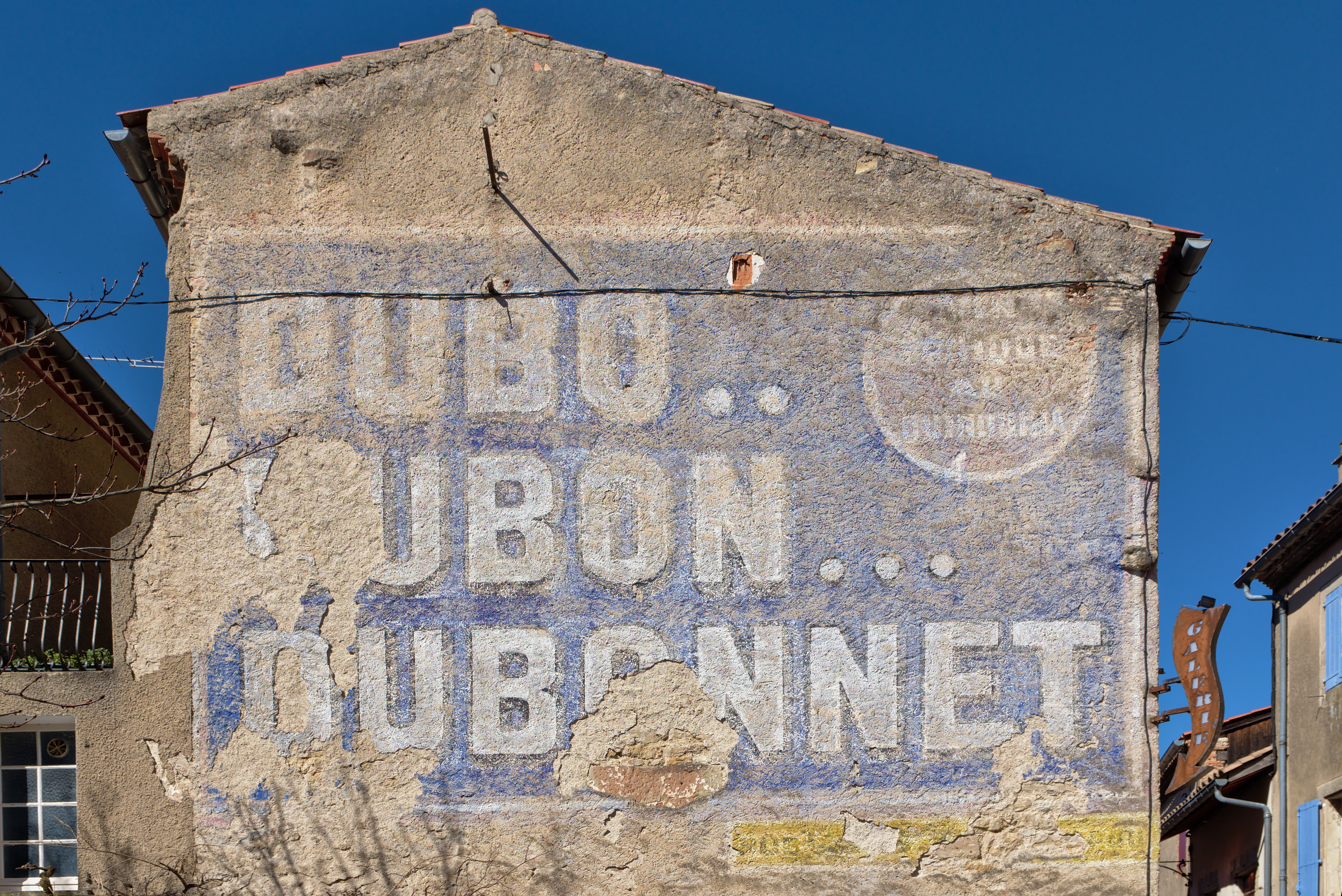
Mural publicitario de Dubonnet en Lautrec, Francia.

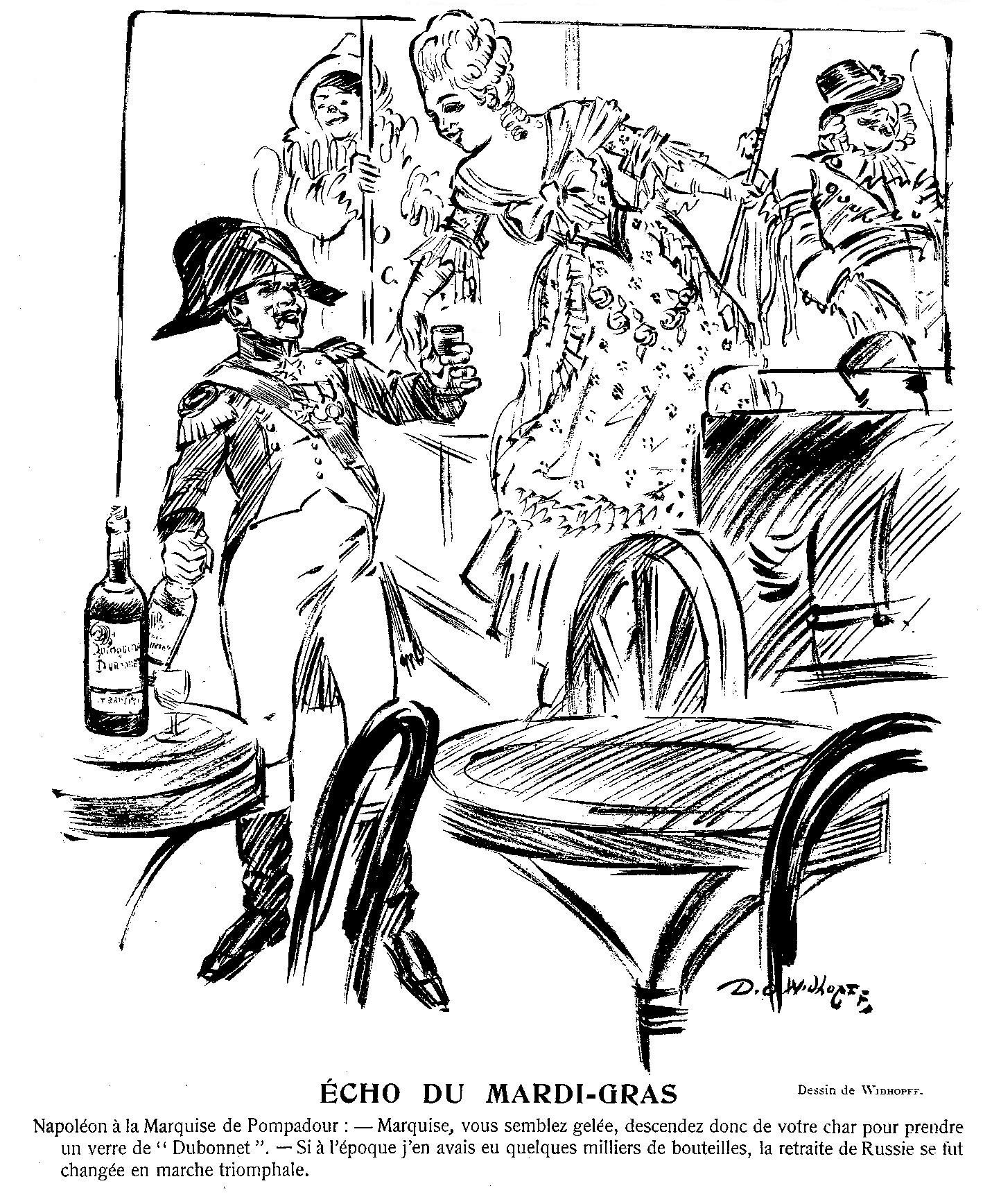
Publicidad de Dubonnet en la que Napoleón y la marquesa de Pompadur comparten una botella. La viñeta va acompañada de este texto:
"(Napoleón Bonaparte a la Sra. marquesa de Pompadour) Mi querida marquesa, debes estar desfallecida con el frío. Haz, reza, baja de tu carruaje y toma una copa de Dubonnet. ¡Si, en aquel entonces, yo hubiera tenido unas pocas de miles de botellas de Dubonnet mi retirada de Rusia se hubiera transformado en una procesión triunfal!".

Dubonnet es una bebida dulce y aromática con vino que se toma en los aperitivos. Se hace con vino fortificado, hierbas, especias y una pequeña cantidad de quinina. En su fabricación, se detiene la fermentación del vino añadiendo alcohol. Es producida habitualmente en Francia por Pernod Ricard y en los EE. UU. por Heaven Hill Distilleries de Bardstown, Kentucky. La versión francesa tiene un 14,8% de alcohol y la versión estadounidense un 19%. La compañía dice que es el "la marca (de bebida) de aperitivo más vendida de los Estados Unidos".
La bebida es famosa en el Reino Unido por haber sido la favorita de la Reina Madre, Elizabeth Bowes-Lyon.

## Historia
Dubonnet fue lanzado por primera vez en 1846 por Joseph Dubonnet, en respuesta a un concurso del Gobierno de Francia para encontrar una bebida con quinina que le gustase a la Legión Extranjera Francesa en el norte de África. La quinina combate la malaria pero es muy amarga.
La propiedad fue adquirida por Pernod Ricard en 1976. Se volvió a poner de moda a finales de la década de 1970 por una campaña publicitaria protagonizada por Pia Zadora. Está disponible en las variedades Rouge (Rojo), Blanc (Blanco) y Gold (vainilla y naranja). Dubonnet también es ampliamente conocido por el eslogan publicitario del francés diseñador gráfico Cassandre "Dubo, Dubon, Dubonnet" (un juego de palabras que significa "Es bueno; es bueno; es Dubonnet"), que todavía se puede encontrar en las paredes de las casas en Francia. Posteriormente, la marca pasó a ser propiedad de Heaven Hill.
El dubonnet es mezclado a menudo con limonada o limón amargo (bitter lemon), y forma parte de muchos cócteles.
El Dubonnet es una de las bebidas favoritas de:
- Elizabeth Bowes-Lyon, la Reina Madre. Le gustaba la ginebra con Dubonnet: 30% de ginebra y 70% de Dubonnet con una rodaja de limón bajo el hielo. Ella una vez dijo antes de un viaje: "Creo que llevaré dos pequeñas botellas de Dubonnet y ginebra conmigo esta mañana, en caso de necesidad".[4][5]
- Isabel II del Reino Unido, a la que le gusta una bebida con dos partes de Dubonnet y una parte de ginebra con dos cubitos de hielo y una rodaja de limón antes de cada almuerzo cada día.[6]
- Nelson Rockefeller, cuyo gusto por el alcohol era moderado, podía tomar ocasionalmente una copa de Dubonnet con hielo.[7]

También ha sido tomado por Alfonso XIII.